# Tour du Sarrasin
La Tour du Sarrasin (en italien : Torre del Saraceno), également commue sous le nom de Torre del Porto, est une tour de guet située sur la côte de Giglio Porto, une frazione de la commune de l'Île de Giglio (province de Grosseto), en Toscane.
Le nom actuel a été donné à la suite d'un violent raid d'une flotte de pirates sarrasins, qui a gravement endommagé la structure originale.

## Histoire
La tour côtière, construite à l'époque médiévale, appartenait à l'origine à l'abbaye Tre Fontane à Rome, puis passa aux Aldobrandeschi au début de leur contrôle sur l'île.
Durant la domination pisane, la fortification connut probablement une période d'abandon et de détérioration qui se termina par l'annexion de l'île de Giglio au grand-duché de Toscane.
Les Médicis firent réaliser diverses opérations de restauration à partir de la seconde moitié du XVe siècle, mais les plus importantes d'entre elles furent réalisées vers le milieu du siècle suivant, à la demande de Cosme Ier de  Médicis. Cependant, dans les années suivantes, la tour fut la cible de nombreuses tentatives d'assaut, au cours desquelles elle fut gravement endommagée par des pirates turcs, nécessitant une profonde intervention de reconstruction vers la fin du XVIe siècle, lorsque la structure architecturale militaire fut encore fortifiée par une  aile en ravelin et d'autres éléments défensifs.
D'autres interventions de restructuration ont été réalisées au XVIIIe siècle et au début du siècle dernier : parmi elles, il y a eu l'abandon définitif de la tour de ses fonctions militaires d'origine après l' unification de l'Italie.

## Description
La Torre del Saraceno est située sur une falaise de granit entre les maisons de Giglio Porto, dans une position dominante par rapport au port.
La tour a un plan circulaire avec des murs recouverts de blocs de pierre. La partie supérieure, modifiée par les dernières restaurations, se caractérise par une terrasse délimitée par un robuste parapet qui repose sur une série de corbeaux qui, à leur tour, délimitent autant d'arcs aveugles.
Le long des murs extérieurs se trouvent diverses fentes et fenêtres quadrangulaires à différentes hauteurs, en particulier dans la partie supérieure du bâtiment en forme de tourelle, où se trouvaient les canonnières pour remplir les fonctions d'attaque et de défense active. Au premier étage, surélevé au-dessus de la base de l'escarpement, se trouve ce qui était autrefois la porte d'accès à la structure défensive, à laquelle on accédait par un escalier extérieur qui se terminait par un pont-levis. D'un côté, la tour s'appuie sur d'autres structures de murs en pierre qui constituent les vestiges du ravelin.

## Galerie

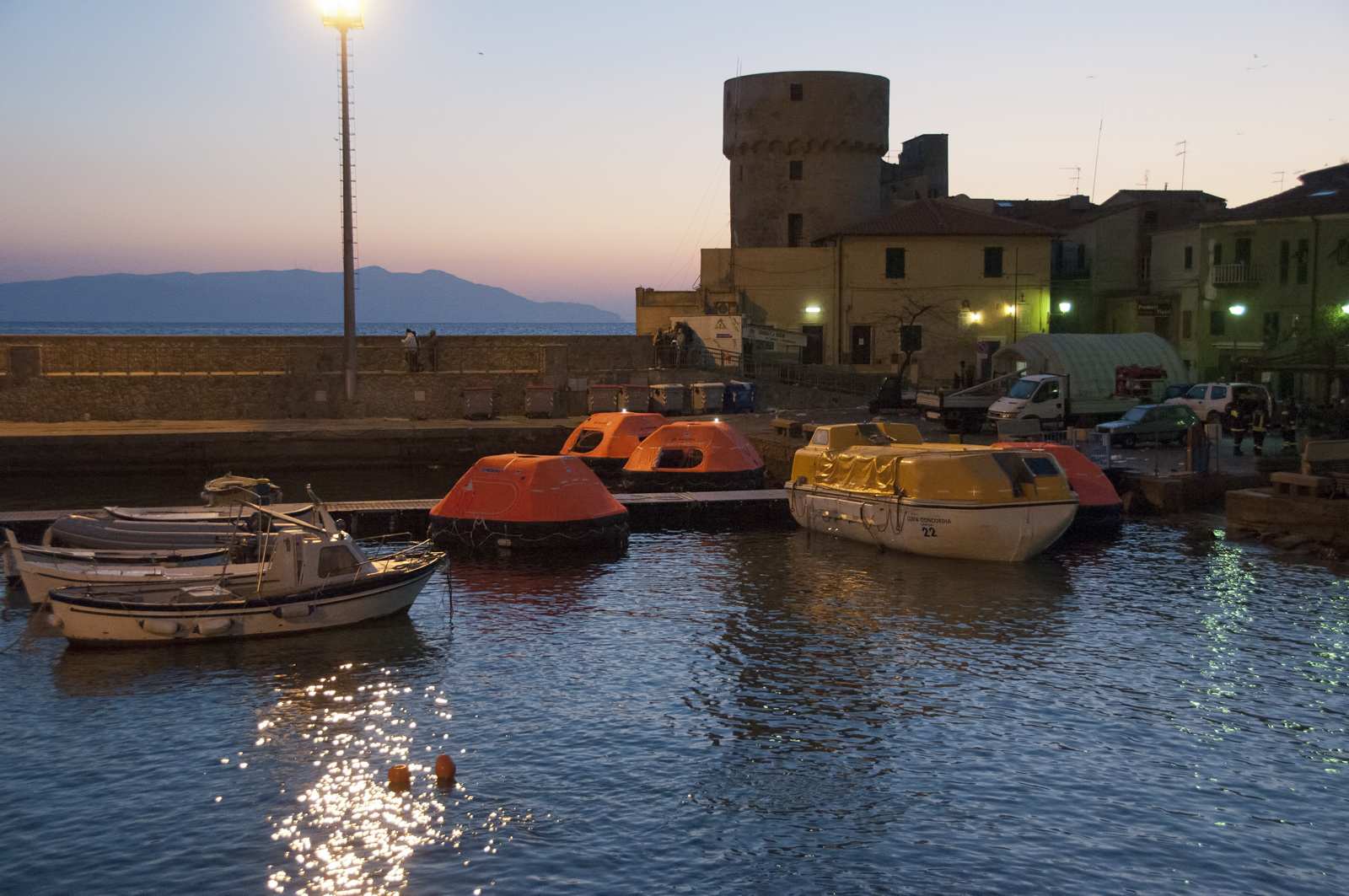
La tour vue du port